# Wind River (entreprise)
Pour les articles homonymes, voir Wind River.
Wind River Inc. est une société spécialisée dans les systèmes d'exploitation embarqués, fondée en
1981 par Jerry Fiddler et David Wilner. En 2006, elle emploie 1 112 personnes à travers le monde, et son chiffre d’affaires était de 266,20 millions USD. Son siège social est situé à Alameda, en Californie, aux États-Unis. Le 4 juin 2009, Intel Corporation annonce son acquisition pour environ 884 millions USD.

## Activités
Wind River développe des outils et différents produits pour ce type de systèmes, et s’occupe de leur intégration. Le produit phare de cette entreprise est son système d’exploitation temps réel, appelé VxWorks, très utilisé dans le monde de l’embarqué en raison de ses performances et de sa ﬁabilité. Pour exemple, il fut utilisé dans certains robots envoyés sur Mars par la NASA (missions spatiales Mars Pathfinder et Stardust).
Cette entreprise a aussi développé un environnement de développement intégré basé sur Eclipse, appelé Wind River Workbench (anciennement, Tornado).
Wind River développe sa propre distribution Linux destinée aux systèmes embarqués. En mai et juin 2008, la société s'engage encore davantage vers Linux en signant deux accords avec Intel. Le premier porte sur le développement d'une plateforme Linux à destination de l'industrie automobile, le second porte sur la création d'une distribution destinée aux ordinateurs disposant de peu de ressources. Ces deux plateformes seront optimisées pour les processeurs  Atom.

## Histoire
La firme Wind River est créée en 1981.
Wind River Systems acquiert RTLinux auprès de la société FSMLabs en février 2007. Le montant de l'acquisition n'est pas précisié mais permet au groupe de constituer sa solution propriétaire Wind River Real-Time Core tout en maintenant une version libre minimaliste avec 'Open RTLinux.
Le 3 juin 2009, Intel a annoncé l'acquisition de Wind River au coût d'environ 884 millions USD.
Wind river est revendu au fonds d’investissement TPG Capital en 2018.